# 카하 칼라제
카하베르 "카하" 칼라제(조지아어: კახაბერ (კახა) კალაძე, Kakhaber "Kakha" Kaladze, 1978년 2월 27일 삼트레디아 ~ )는 조지아의 전직 축구 선수이자 정치인이다. 조지아 축구 국가대표팀에서 팀의 주장을 맡았으며 2001년과 2002년, 2003년, 2006년에 조지아 올해의 축구 선수에 선정되었다. 세리에 A 2011-12 시즌 이후 은퇴후 2012년 조지아의 차기 부총리로 임명이 되었다. 2017년에 조지아의 수도 트빌리시의 시장으로 선출되었다.

## 수상

### 클럽

#### 디나모 트빌리시
- 우마글레시 리가: 1993-94, 1994-95, 1995-96, 1996-97, 1997-98
- 조지아 컵: 1994, 1995, 1996, 1997

#### 디나모 키예프
- 우크라이나 프리미어리그: 1998-99, 1999-2000, 2000-01
- 우크라이나 컵: 1998, 1999, 2000

#### 밀란
- 세리에 A: 2003-04
- 코파 이탈리아: 2002-03
- 이탈리아 슈퍼컵: 2004
- UEFA 챔피언스리그: 2003, 2007
- UEFA 슈퍼컵: 2007
- FIFA 클럽 월드컵: 2007

### 개인
- 조지아 올해의 축구 선수: 2001, 2002, 2003, 2006